# Lindiwe Mazibuko
Lindiwe Mazibuko (née le 9 avril 1980) est une femme politique sud-africaine, membre de l'Alliance démocratique (DA), membre du parlement, porte-parole national et chef du groupe parlementaire de l'Alliance démocratique depuis octobre 2011. 

## Biographie

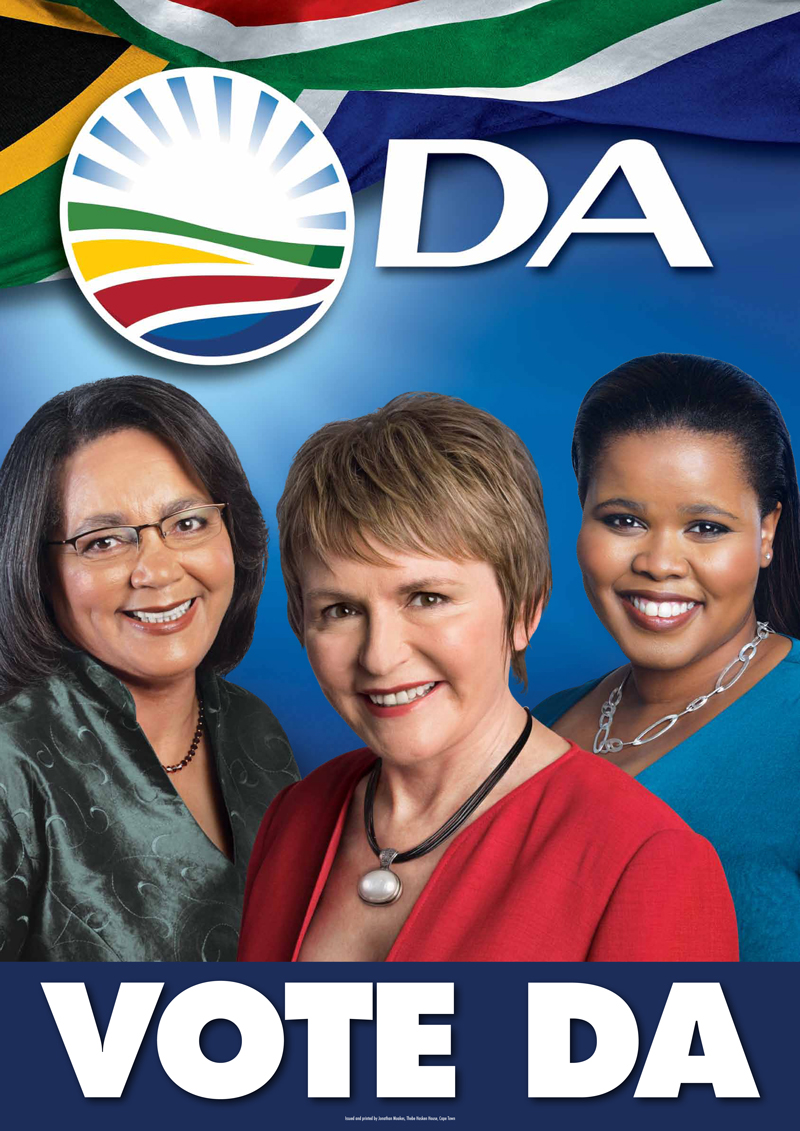
Affiche électorale de l'Alliance démocratique figurant Patricia de Lille, Helen Zille et Lindiwe Mazibuko (2011).

Diplômée de l'université du Cap, auteur d'une thèse sur l'Alliance démocratique (2006) auquel elle adhère, Mazibuko se fait élire à la chambre basse du parlement sur la liste de l'Alliance démocratique au KwaZulu-Natal pour Durban-Nord lors des élections générales de 2009. 
Au sein du cabinet fantôme de l'opposition, elle est ministre-adjointe aux Communications et porte-parole nationale du parti avant d'être élu en octobre 2011 à la tête du groupe parlementaire contre le titulaire sortant Athol Trollip (50 voix contre 31). Elle est alors la première femme noire et la première zouloue à exercer cette fonction.
En décembre 2013, elle participe à une édition spéciale de l'émission Question Time de la BBC diffusée depuis Johannesbourg. Les autres participants sont Peter Hain, Andile Mngxitama, Eusebius McKaiser et Pik Botha pour ce programme consacré à l'héritage de Nelson Mandela.
Après un mandat passé à l'assemblée, elle annonce, le 11 mai 2014, suspendre sa position de chef de groupe parlementaire afin de poursuivre des études à l'université Harvard 